# Veres-Kanüle

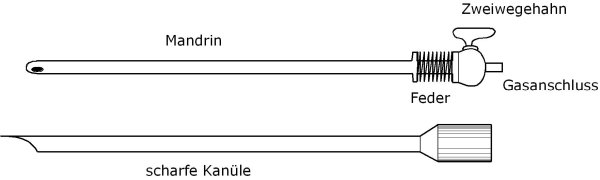
Veres-Kanüle

Die Veres-Kanüle oder Veres-Nadel ist eine gängige Gasinsufflations-Kanüle für die minimalinvasive Chirurgie bzw. laparoskopische Chirurgie. Sie dient zur Anlage eines Kapnoperitoneums mittels Kohlendioxid (CO2) im Abdomen. Die Bauchdecke wird durch das einströmende Gas angehoben und erlaubt dem Operateur ein Einbringen eines Trokars mit nur geringem Risiko der Verletzung von inneren Organe des Bauchraumes.

## Geschichte
Die Veres-Nadel wurde 1932 von dem ungarischen Internisten János Veres mit dem Ziel entwickelt, eine sichere Punktionsmethode zur Anlage eines therapeutischen Pneumothorax (Lungenkollaps) in der Behandlung der Lungentuberkulose zu schaffen. Außerdem setzte Veres die Nadel zur Aszitespunktion (Entfernung krankhafter Flüssigkeitsansammlungen in der Bauchhöhle) ein. Die Erstbeschreibung erfolgte 1936 in ungarischer Sprache.  Zu diesen Zwecken kommt die Kanüle heute kaum mehr zum Einsatz: Die Pneumothoraxbehandlung der Lungentuberkulose ist nicht mehr kunstgerecht, zur Aszitesdrainage werden eher flexible Kunststoff- oder Teflonkatheter verwendet, die unter Ultraschallkontrolle sicher und gezielt eingebracht werden können. Der Name Veress-Kanüle beruht auf einem Fehler beim Drucksatz für die Veröffentlichung in der Deutschen Medizinischen Wochenschrift 1938.

## Aufbau
Die Veres-Kanüle besteht aus einer scharfen Hohlnadel, die über einen stumpfen Mandrin gesteckt wird. Der Mandrin wird beim Durchstechen des Gewebes gegen einen Federmechanismus zurückgeschoben, so dass die Nadel das Gewebe trennen kann. Nach dem Durchstoß rutscht der Mandrin in der Nadel wieder nach vorn und verhindert so eine Verletzung der Organe und ermöglicht den Gasaustritt im Abdomen. Der Mandrin wird über einen Zweiwegehahn und einen Luer-Lock Ansatz mit der Gasversorgung verbunden.

## Anwendung
Die Veres-Kanüle dient der Erstellung eines minimalinvasiven Zuganges für laparoskopische Operationen. Dabei wird die Bauchdecke durchstoßen und der Bauchraum mit Kohlendioxid gefüllt. Hierbei werden Gasdruck und Gasdurchfluss, sowie intraabdominaler Druck ständig überwacht, um die Lage des Zuganges im freien Bauchraum zu garantieren.

## Probleme
Trotz des vorstehenden Mandrins kann es zu ungewollten Verletzungen von Gewebe kommen, da der Einstich ohne Sichtkontrolle durch den Operateur durchgeführt werden muss. Darmschlingen, die an der Bauchdecke festgewachsen sind, können ungewollt durchstoßen werden. Dies wird durch eine spätere endoskopische Untersuchung des Eingriffsbereiches geklärt.
Infolge der Einleitung von Kohlenstoffdioxid in das Abdomen kommt es im Regelfall zu einer leichten Hyperkapnie. Dieses Absinken des pH-Wertes im Blut wird durch eine Resorption des insufflierten Kohlendioxides ausgelöst, kann aber durch den Anästhesisten ausgeglichen werden.